# Самбет Саттаров
Самбе́т Сатта́ров (каз. Сәмбет Саттаров) — село у складі Келеського району Туркестанської області Казахстану. Входить до складу Ошактинського сільського округу.
У радянські часи село називалось також Шенгельди., до 2021 року — Орджонікідзе.
Населення — 1375 осіб (2021; 1834 у 2009, 1170 у 1999, 906 у 1989).